# Bugat járás (Bajan-Ölgij)
Bugat járás (mongol nyelven: Бугат сум) Mongólia Bajan-Ölgij tartományának egyik járása. Mint közigazgatási egységet 1959-ben hozták létre. Többségében kazakok lakják.
A tartomány központi részén helyezkedik el. Székhelye Bugat (Бугат), mely mindössze 5 km-re fekszik Ölgij tartományi székhelytől.